# Cesare Gherardi
Cesare Gherardi (ur. w 1577 w Fossato di Vico, zm. 30 września 1623 w Rzymie) – włoski kardynał.

## Życiorys
Urodził się w 1577 roku w Fossato di Vico, jako syn Ludovica di Gherardo i Silvestry di David. Studiował na Uniwersytecie w Fermo, gdzie uzyskał doktorat utroque iure. W 1618 roku przyjął święcenia kapłańskie. Następnie został kanonikiem bazyliki liberiańskiej i referendarzem Trybunału Obojga Sygnatur. 11 stycznia 1621 roku został kreowany kardynałem prezbiterem i otrzymał kościół tytularny San Pietro in Montorio. 2 maja 1622 roku został wybrany biskupem Camerino, a dwadzieścia dni później przyjął sakrę. Zmarł 30 września 1623 roku w Rzymie.